# José Tapia
José Tapia   (Vigo, 19 de febrer de 1905 - valor desconegut) fou un entrenador de futbol cubà de la dècada de 1930.
Fou l'entrenador de la selecció de Cuba que participà en la Copa del Món de futbol de 1938.